# دهستان رپینا
دهستان رپینا (به لاتین: Räpina Parish) یک دهستان در استونی است که در شهرستان پولوا واقع شده‌است. این دهستان در سال ۲۰۱۷ میلادی ۴۶۱۱ نفر جمعیت و ۲۶۵٫۹۳ مترمربع مساحت داشته‌است.